# NSU Fox
Die NSU FOX 101 OSB ist ein Motorrad der NSU Werke AG in Neckarsulm, das von 1949 bis 1954 gebaut wurde. Nachfolgemodell war ab 1955 die NSU Superfox.

## Modelle und Merkmale
Die Fox war die erste Neukonstruktion von NSU nach dem Zweiten Weltkrieg. Sie hatte einen 98-cm³-Viertaktmotor, der etwa 6 PS (4,4 kW) leistete. Auf der Industriemesse Hannover 1948 wurde sie vorgestellt. 1951 kam eine Ausführung mit 123-cm³-Zweitaktmotor hinzu (Typ 125 ZB). Zur Unterscheidung wurden die beiden Modelle von da an in Verkaufsprospekten als FOX-Viertakt und FOX Zweitakt bezeichnet.
Die Fox war eine Konstruktion von Albert Roder, dem damaligen Chefkonstrukteur von NSU.
Sie hatte eine Reihe neuer Konstruktionsmerkmale, unter anderem einen Pressblechrahmen und eine Cantileverschwinge. Die Fox war zunächst mit einem Dreigang-, später mit einem Vierganggetriebe ausgerüstet. Die Zweitakt-Fox hatte von Anfang an ein Vierganggetriebe.
Die 98er Viertakt-Fox ist bis heute eine der sparsamsten Möglichkeiten, ein echtes Motorrad zu fahren: Der Normverbrauch (nach damaliger Norm) lag bei 1,9 l/100 km, die tatsächlichen Verbrauchswerte liegen um 2 bis 2,5 l/100 km.
Zulassungsrechtlich ist die NSU Fox heute (2025) in Deutschland ein Leichtkraftrad. Damit ist sie steuerfrei.
Der Werbespruch der Fox, „Fixe Fahrer fahren FOX!“, stammte von Arthur Westrup, der damals Werbechef von NSU war.

## Motor und Kraftübertragung
Der Viertaktmotor hatte einen Graugusszylinder und einen Leichtmetallzylinderkopf mit hängenden Ventilen (OHV), die von einer unten liegenden Nockenwelle auf der rechten Motorseite über Schlepphebel, Stoßstangen und Kipphebel betätigt wurden. Kurbeltrieb, Kupplung und Getriebe waren in einem gemeinsamen Motorgehäuse aus Aluminium untergebracht. All diese Teile wurden ohne Ölpumpe allein durch das von der Kurbelwelle umhergeschleuderte Öl geschmiert (Schleuderschmierung). Der Kurbeltrieb des Viertaktmotors war fliegend gelagert, das heißt, die Kurbelwelle wies nur eine Hubscheibe auf. Der Zweitaktmotor hatte hingegen eine herkömmliche zweiseitige Kurbelwellenlagerung. Die Kurbelwelle trieb über schrägverzahnte Stirnräder die Kupplung und die Eingangswelle des Getriebes. Beide Motorversionen hatten einen Bing-Einschiebervergaser, beim Viertakter AJ 1/14/9 (später AJ 1/14/19), beim Zweitakter 1/16/22.
Das Getriebe hatte zunächst drei und ab 1950 vier Gänge. Es wurde mit einem Fußhebel links geschaltet. Eine Rollenkette an der linken Fahrzeugseite übertrug die Kraft auf das Hinterrad.

## Rahmen und Fahrwerk
Die NSU FOX hatte einen verwindungssteifen, vorne offenen Pressstahl-Zentralrahmen mit einer Hinterradschwinge, die sich mit einer schräg liegenden Zentralfeder unterhalb des Sattels am Rahmen abstützte. Der Sattel mit darunter angebrachtem kleinen Werkzeugbehälter war an einem langen Arm unter dem Tank gelagert und wurde in einer sogenannten Pfostenführung gefedert, die seitliche Bewegungen verhinderte. Das Vorderrad wurde an einer starren Pressstahlgabel mit einer geschobenen Kurzschwinge mit Druckfedern geführt. Die Schwinghebel rechts und links waren zur Versteifung durch einen hinter dem Rad verlaufenden Bügel verbunden. Vorder- und Hinterradfederung hatten jeweils einstellbare mechanische Reibungsdämpfer. Diese waren jedoch zeittypisch relativ schwach ausgelegt.

## Technische Daten
| Typ                   | 101 OSB                 | 125 ZB               |
| --------------------- | ----------------------- | -------------------- |
| Verkaufsbezeichnung   | Viertakt-Fox            | Zweitakt-Fox         |
| Baujahr               | 1949–1954               | 1951–1954            |
| Motor                 | Einzylinder-Viertakt    | Einzylinder-Zweitakt |
| Steuerung             | OHV                     | Flachkolben          |
| Hubraum               | 98 cm³                  | 123 cm³              |
| Bohrung × Hub         | 50 mm × 50 mm           | 52 mm × 58 mm        |
| Verdichtung           | 1:7,2                   | 1:6                  |
| Leistung              | 5,8 PS bei 6500/min     | 5,4 PS bei 5000/min  |
| Getriebe              | 3-Gang / ab 1950 4-Gang | 4-Gang               |
| Gesamtlänge           | 1910 mm                 | 1910 mm              |
| Radstand              | 1220 mm                 | 1220 mm              |
| Tank                  | 6,5 / ab 1950 8 Liter   | 8 Liter              |
| Leergewicht           | 85 kg                   | 84 kg                |
| Höchstgeschwindigkeit | 85 km/h                 | 75 km/h              |

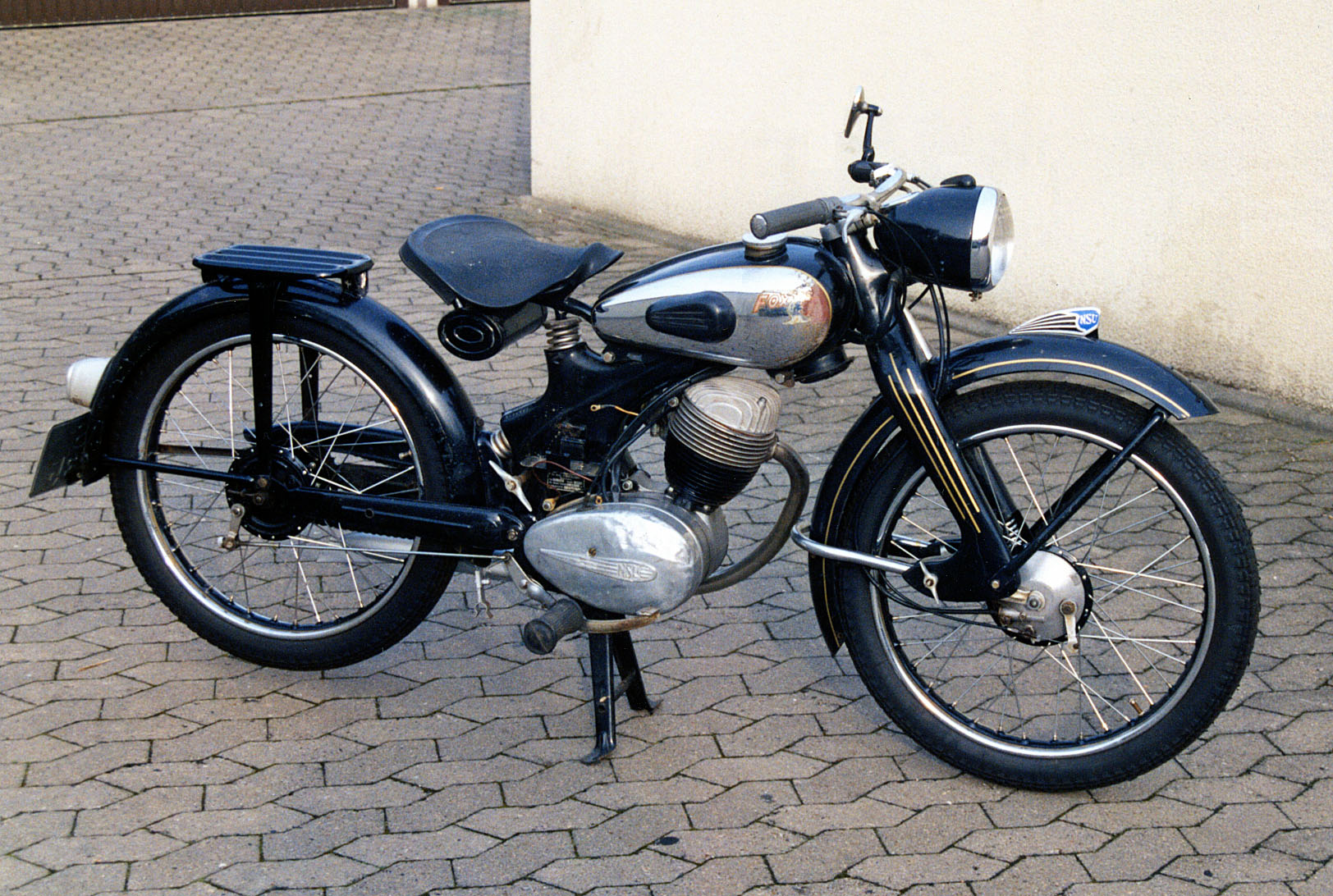
NSU Viertakt-FOX (1954)

Anmerkung: Die technischen Daten, insbesondere zur Motorleistung, variieren je nach Quelle. Selbst in 
offiziellen Veröffentlichungen von NSU finden sich geringfügig unterschiedliche Angaben.

## Zulassungsrechtliches (Deutschland)
Ursprünglich war die Fox zulassungsrechtlich ein vollwertiges Kraftrad. Sie war zulassungs-, steuer- und versicherungspflichtig, hatte einen Fahrzeugbrief und Fahrzeugschein und musste mit dem Motorradführerschein der Klasse 1 gefahren werden. Mitte der 1990er Jahre wurde die Grenze für Leichtkrafträder von 80 cm³ auf 125 cm³ hochgesetzt. Dadurch wurden die Föxe (wie alle anderen älteren Motorräder bis 125 cm³ auch) zulassungsrechtlich plötzlich Leichtkrafträder.
Damit sind sie nicht mehr zulassungspflichtig und steuerfrei. Statt eines Kraftfahrzeugbriefs und -scheins (Zulassungsbescheinigung Teil I und II) brauchen sie jetzt nur noch eine Betriebserlaubnis. Sie müssen jedoch nach wie vor ein eigenes amtliches Kennzeichen führen und alle zwei Jahre zur Hauptuntersuchung.
Die Steuerfreiheit besteht aber nur, wenn die Fahrzeugpapiere auf Leichtkraftrad ausgestellt sind. Ältere Fahrzeugpapiere, welche noch auf KRAFTRAD lauten, können umgeschrieben werden.
Als Führerschein reicht jetzt die Klasse A1 aus. So dürfen heute (2025) auch schon 16-jährige Jugendliche, sofern sie im Besitz eines Führerscheins der Klasse A1 sind, die NSU Fox fahren. Ältere Fahrer, die ihren PKW-Führerschein der Klasse 3 vor dem 1. April 1980 erworben haben, dürfen die Fox seitdem auch fahren, da die Führerscheinklasse 3 vor dem 1. April 1980 Leichtkrafträder einschloss.

## NSU FOX im Rennsport

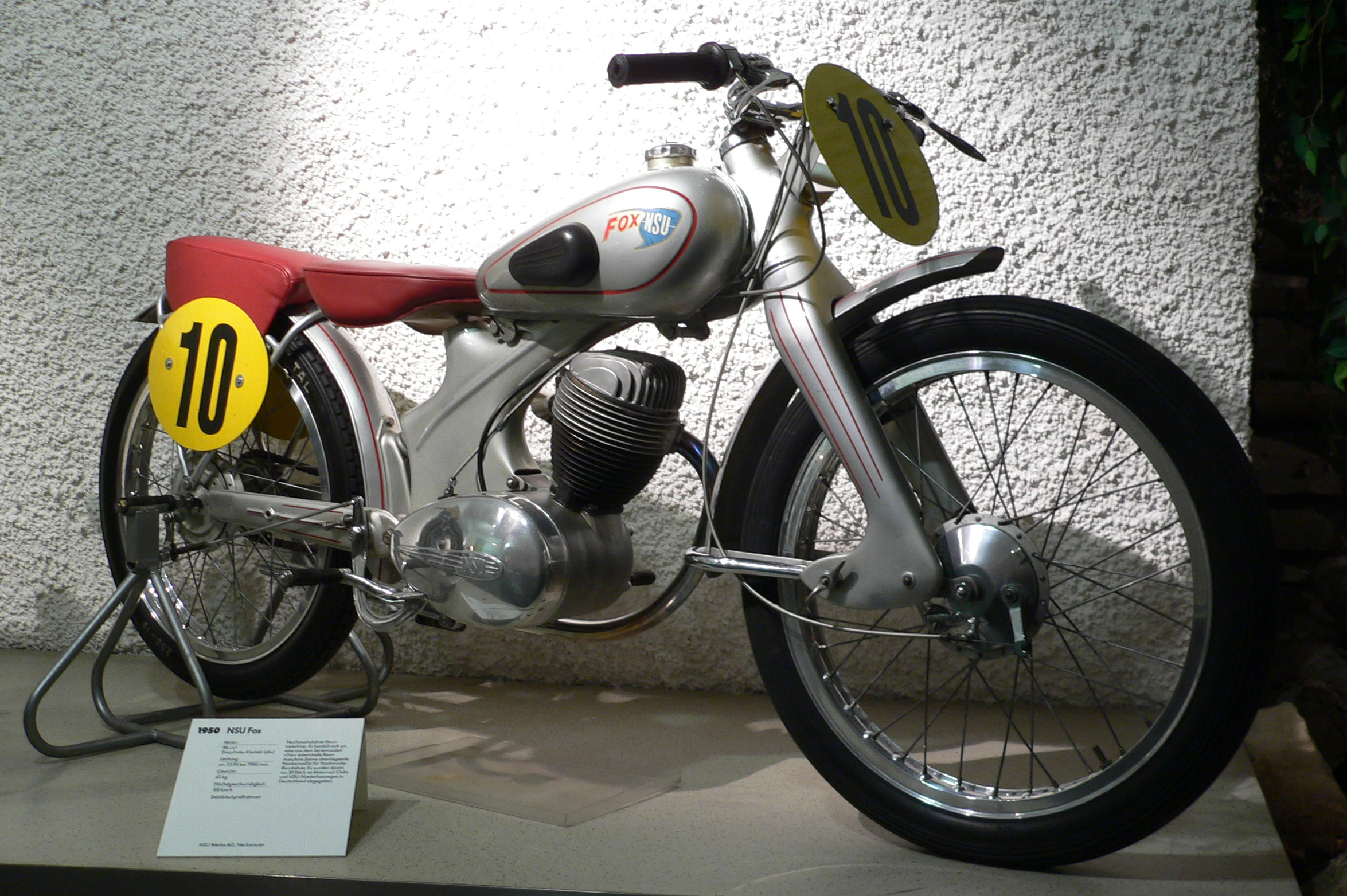
NSU Sportfox (100 cm³) für Nachwuchsfahrer, 1950

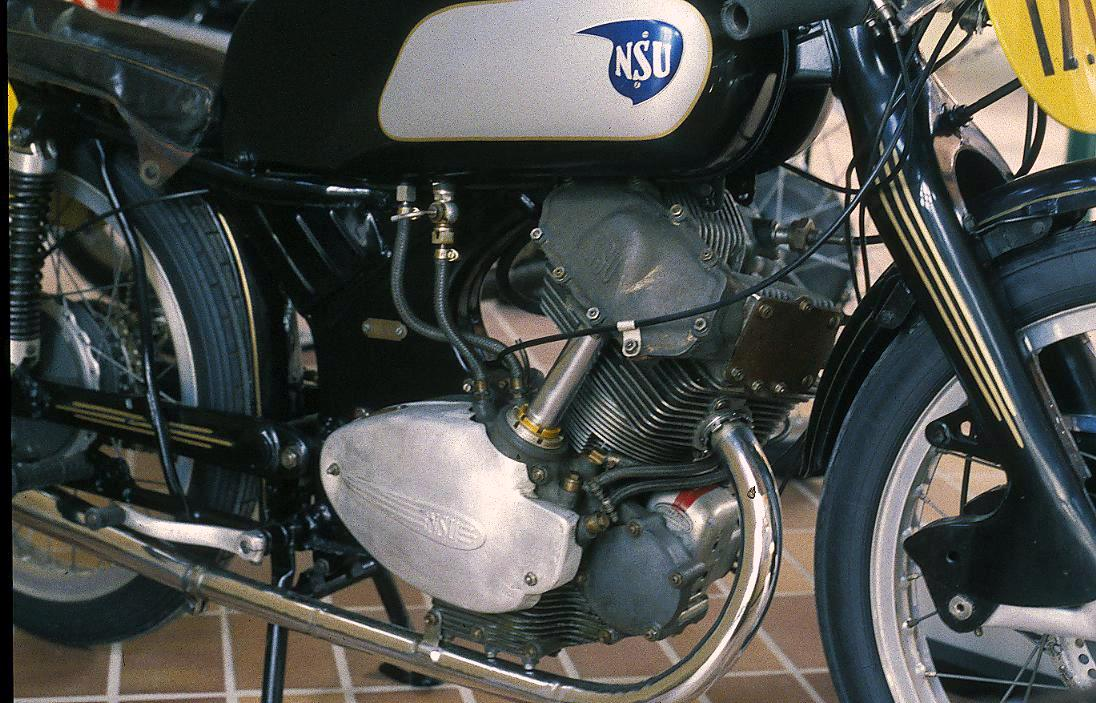
Motor von 1952 mit zwei obenliegenden Nockenwellen und rechtsseitiger Königswelle

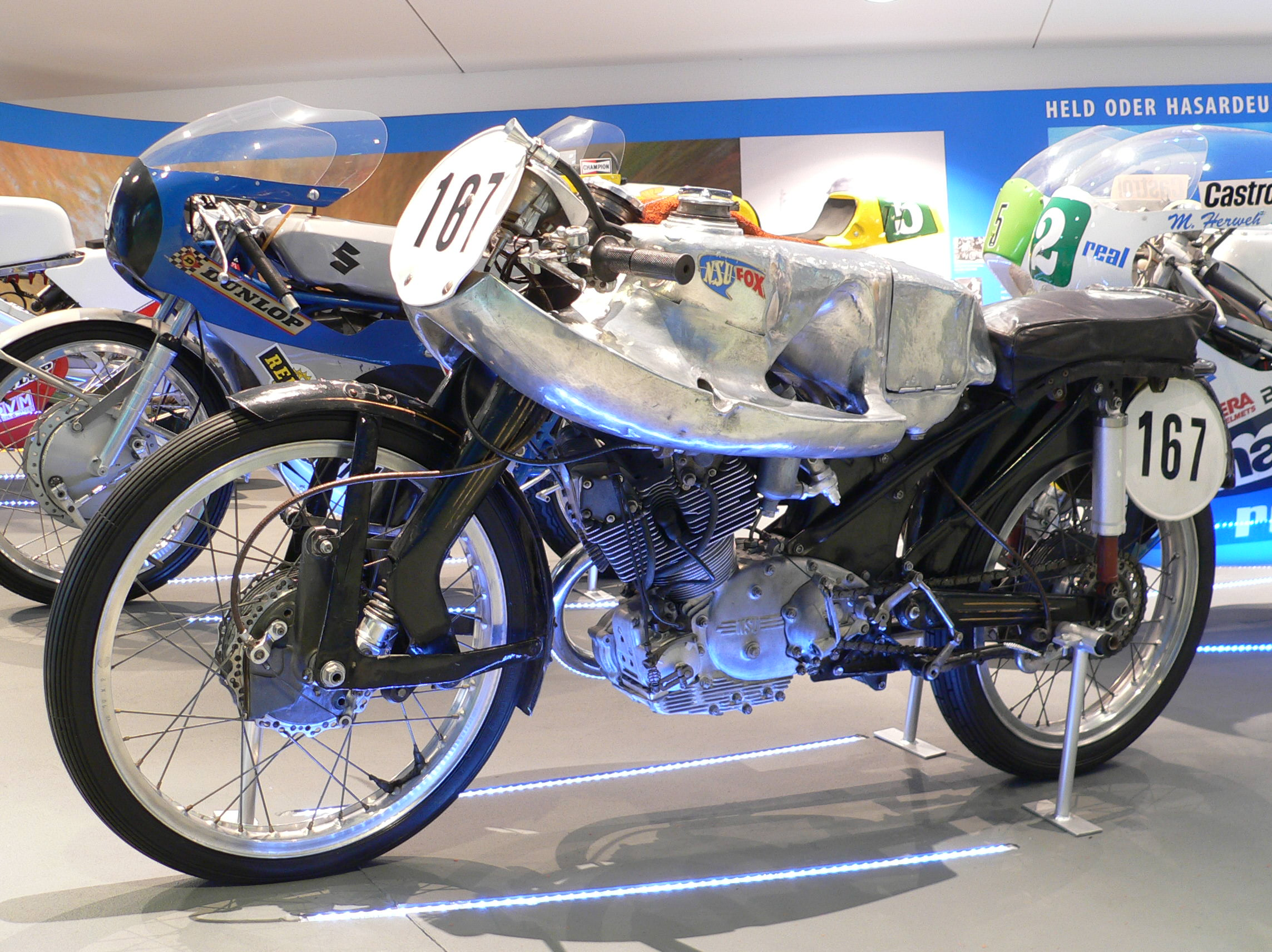
NSU Rennfox mit sog. Bananentank im Zweirad-Museum

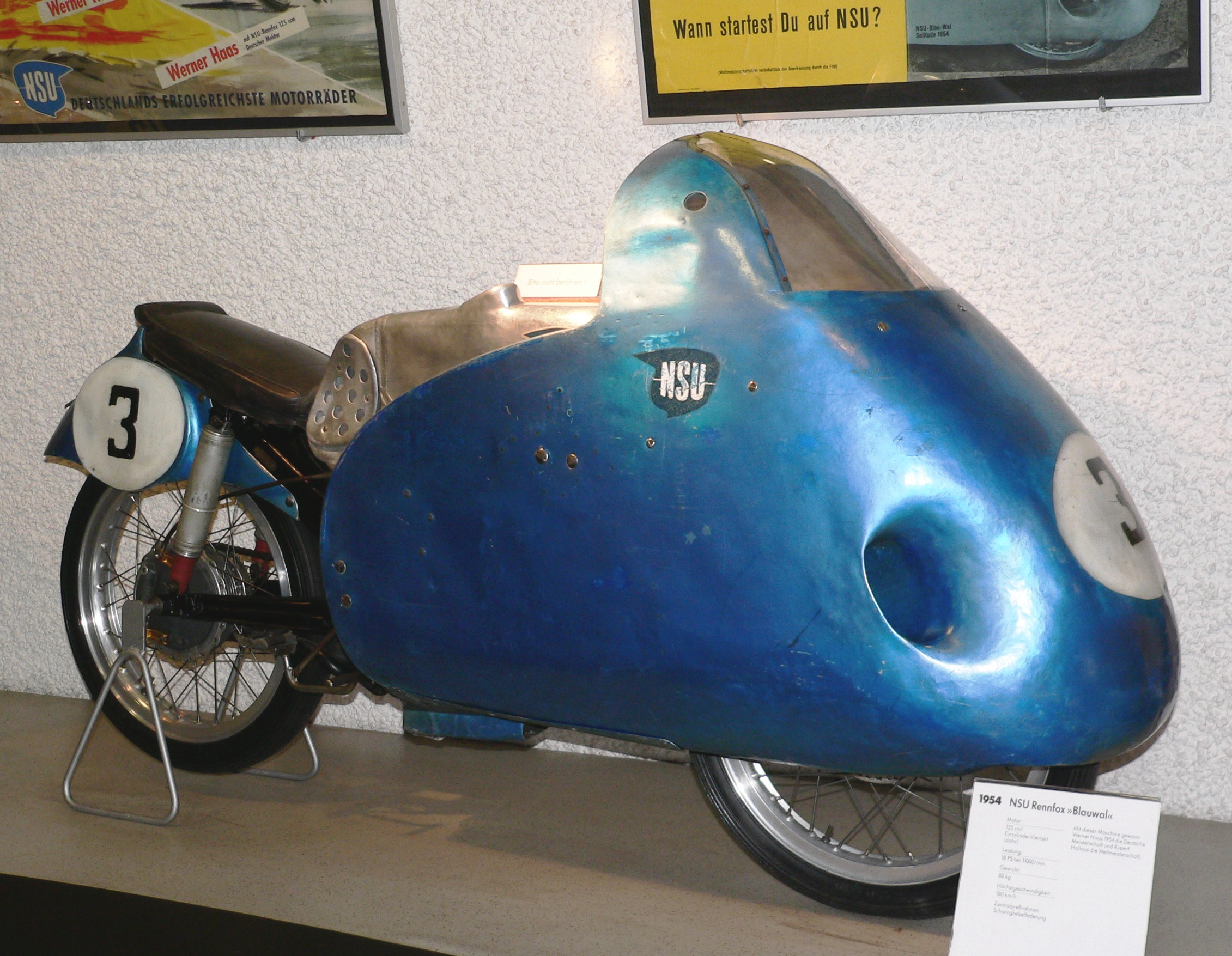
NSU Rennfox „Blauwal“ von 1954 im Zweirad-Museum

### Sportfox
1950 brachte NSU auf der Grundlage des Serienmodells die Sportfox heraus. Geplant waren 30 Motorräder, die an Nachwuchsrennfahrer verliehen werden sollten. Die Nachfrage war jedoch so groß, dass ca. 750 Maschinen gebaut und verkauft wurden. Der Motor leistete 7,5 PS (5,5 kW) bei 7000/min, die Höchstgeschwindigkeit lag bei 100 km/h. Maßnahmen zu dieser Leistungssteigerung waren polierte Kanäle, verstärkte Ventilfedern und ein größeres Einlassventil, ein größerer Vergaserdurchlass sowie eine auf 1:8 erhöhte Verdichtung. Durch weitgehende Verwendung von Leichtmetall wog die Sportfox nur 65 kg. Äußerlich unterschied sie sich vom Serienmodell durch fehlende Beleuchtung, Rennkissen statt Gepäckträger oder Soziussattel, Antriebskette ohne Abdeckung, verkürzte Schutzbleche und einen Auspuff ohne Schalldämpfer. Als Treibstoff brauchte die Sportfox ein Benzin-Benzol-Gemisch im Verhältnis 100:40.

### Rennfox
Für den werksseitigen Einsatz in der Klasse bis 125 cm³ von 1952 bis 1954 entwickelte NSU die Rennfox, deren Motor aber mit dem Motor der Serien-Fox nichts mehr gemeinsam hatte. In der ersten Ausführung war der Motor mit 54 mm Bohrung und Hub quadratisch ausgelegt. Mit zunächst zwei obenliegenden Nockenwellen, die eine rechtsseitige Königswelle antrieb, leistete er ca. 14 PS (10 kW) bei 11.000/min. Ab 1953 hatte er eine Bohrung von 58 mm und einen Hub von 47,3 mm sowie nur eine Nockenwelle mit Königswelle auf der linken Seite. Außerdem war das Kurbelgehäuse schmaler als bei der ersten Ausführung. Der Motor leistete im Sommer 1954 bei ebenfalls 11.000/min 18 PS (13 kW). Die Höchstgeschwindigkeit der ca. 80 kg schweren Maschine mit sogenannter „Blauwal“-Verkleidung lag bei 175 km/h.
Im Gegensatz zur Serie hatte die Rennfox anfangs ein Fünf-, später ein Sechsganggetriebe, und auch das Fahrwerk war verändert, unter anderem durch leichter einstellbare Federbeine an der hinteren Schwinge statt der Zentralfeder. Die Räder waren mit 18″ kleiner als die der serienmäßigen Fox für die Straße.

#### Entwicklungsstufen
| NSU Rennfox:          | 1952            | 1953              | Frühjahr 1954     | Sommer 1954   |
| --------------------- | --------------- | ----------------- | ----------------- | ------------- |
| Gewicht der Maschine  | 90,0 kg         | 83,5 kg           | 80,5 kg           | 80,0 kg       |
| Motorleistung         | 13,5 PS (10 kW) | 15,5 PS (11,4 kW) | 16,8 PS (12,4 kW) | 18 PS (13 kW) |
| Höchstgeschwindigkeit | 155 km/h        | 160 km/h          | 168 km/h          | 175 km/h      |
| Verkleidung           | keine           | keine             | „Delphin“         | „Blauwal“     |

Die „Delphin“-Verkleidung mit kleiner Windschutzscheibe umfasste den Lenker und war seitlich heruntergezogen, sodass sie die Beine des Fahrers umkleidete. Charakteristisch war ein „Schnabel“ über dem offenen Vorderrad, der der Schnauze eines Delfins ähnelte und dem Bauteil den Namen gab. Die „Blauwal“-Verkleidung mit höherer Windschutzscheibe umfasste auch das Vorderrad und führte den Fahrtwind an Armen und Beinen des Fahrers vorbei.

#### Meisterschaften
Erste Einsätze fuhr die Rennfox Ende 1951, zunächst noch mit 11 PS. Den ersten großen Erfolg erzielte NSU mit ihr, als die Fahrer Roberto Colombo, Otto Daiker und Wilhelm Hofmann 1952 beim Eifelrennen auf dem Nürburgring die Plätze eins bis drei belegten. Colombo fuhr die fünf Runden bzw. 114,05 km auf der Nordschleife in 1:03:54,5 Stunden. Otto Daiker wurde im weiteren Verlauf der Saison Deutscher Meister.
1953 gewann Werner Haas sowohl die deutsche als auch die Weltmeisterschaft in der Klasse bis 125 cm³ auf NSU. 1954 wurde Rupert Hollaus Weltmeister; beim Training zum Großen Preis der Nationen in Monza verunglückte er im gleichen Jahr mit seiner Rennfox tödlich. Hollaus hatte unter anderem am 16. Juni die Isle of Man TT gewonnen: 10 Runden = 173,611 km auf dem Clypse Course in 1:33:03,4 Stunden. Auch die schnellste Runde in 9:06,4 Minuten = 114,583 km/h war er mit der Rennfox gefahren. Deutscher Meister 1954 wurde Werner Haas vor Hermann Paul Müller, beide NSU Rennfox.
Nach Hollaus’ Todessturz kamen Bedenken auf, dass Vollverkleidungen von Rennmaschinen die Sturzgefahr erhöhen, und Zweifel, ob diese aerodynamischen Mittel zur Erzielung immer höherer Geschwindigkeiten sinnvoll und dem Sport dienlich sind. Die NSU Rennfox mit „Blauwal“-Verkleidung war 1954 international die schnellste Achtellitermaschine.